# IDEAL (Bezahlsystem)

Logo

iDEAL ist ein Online-Bezahlsystem aus den Niederlanden. Die Methode ermöglicht es den Kunden mit direkter Überweisung vom Bankkonto zu zahlen. Es beruht auf dem Online-Banking und funktioniert wie giropay und paydirekt.
iDEAL besteht seit 2005 und gehört der niederländischen Organisation Currence, die auch Eigentümerin der Bezahlkarte PIN und Chipknip ist.

## Verbreitung
Im Jahr 2006 verarbeitete iDEAL 4,4 Millionen Zahlungen, 2007 waren es 14,9 Millionen, im Jahr 2009 dann 69 Millionen, 2011 dann 94 Millionen und im Jahr 2014 dann 180 Millionen Zahlungen.
Das Zahlungssystem ist in den Niederlanden sehr verbreitet, findet international aber nur bei Verkäufern mit vielen niederländischen Kunden Verwendung.

## Gebühren
Die Gebühren für den Verkäufer sind unabhängig von der Kaufsumme und liegen für kleine Webshops mit 0,25 bis 0,70 € je Transaktion vergleichsweise niedrig, bei PayPal sind es bei 100 € Kaufsumme in Deutschland 2,85 €, in Österreich 3,75 €, in der Schweiz 4,19 €.

## Funktionsweise
iDEAL bietet den Händlern eine kostengünstige und risikolose Zahlungsmethode in Echtzeit. Für die Kunden bietet es dieselbe Umgebung an wie die Onlineseiten der gewohnten Bank. Ein hohes Sicherheitsniveau wird realisiert durch Zwei-Faktor-Authentifizierung, bestehend aus Passwort und Girokarte. Auch erhält der Händler keine sensitive Information, wie etwa Kontonummer oder Kreditkartennummer.
iDEAL funktioniert wie folgt:
- Der Händler bietet iDEAL als Zahlungsmethode an
- Der Kunde wählt iDEAL und wählt seine Bank, dann wird er zu seiner Bank weiter geleitet
- Die teilnehmende Bank zeigt die Kaufsumme
- Der Kunde gibt Kontonummer ein und signiert mit Zwei-Faktor-Authentifizierung
- Die Bank autorisiert in Echtzeit die Transaktion und bucht sofort den Betrag ab. Wenn das Konto nicht gedeckt ist, wird die Transaktion abgewiesen.
- Der Händler bekommt von der Bank in Echtzeit die Bestätigung der Zahlung
- Der Kunde wird von der Website der Bank zur Website des Händlers zurückgeleitet und erhält die Bestätigung, dass die Zahlung ausgeführt wurde

Käuferbanken und Acquirer
Die an iDEAL teilnehmenden Käuferbanken sind ABN AMRO, bunq, ING, Knab, Rabobank, Triodos Bank, van Lanschot Bankiers und De Volksbank (mit ihren verschiedenen Marken). Diese versorgen den größten Teil des niederländischen Markts für Online-Banking.
Als iDEAL Acquirer für Händler oder Zahlungsdienstleister nehmen ABN AMRO, Adyen, BNG Bank, BNP Paribas Fortis, Buckaroo, Deutsche Bank, ING, NWB Bank, PAY.nl, PPRO, Rabobank, Smart2Pay und De Volksbank am iDEAL Bezahlsystem teil.
Händlerseitig kann eine Anbindung an das Bezahlsystem, neben einer direkten Zusammenarbeit mit einem iDEAL Acquirer, ebenso über einen Zahlungsdienstleister erfolgen. Hierfür stehen iDEAL Collecting Payment Service Provider wie z. B. Payone, Unzer sowie eine Vielzahl niederländischer Dienstleister zur Verfügung.

## Kritik
Eine iDEAL-Zahlung kann, genauso wie eine reguläre Banküberweisung, nicht einfach rückgängig gemacht werden, zum Beispiel wenn der Händler nicht liefert. Es besteht also kein Käuferschutz.
Die Zahlungen werden zunächst auf ein Zwischenkonto der Bank eingezahlt. Es dauert bis zu einer Woche, bis die Zahlung dem Konto des Webshops gutgeschrieben wird.